# دستجرده (شازند)
'اسم این روستا در سالیان گذشته دستگرده بوده است که با حمله اعراب به ایران دستجرده نام گرفته است هم اکنون مردم محلی منطقه این روستا را با نام دستگرده می شناسند.این روستا شاهراه ارتباطی بین ازنا لرستان وشازند می باشد.از طریق این روستا می توان به روستای سورانه وچشمه سراب عباس اباد شازند راه یافت.این روستا در دامنه کوههای راستوند واقع شده است که در فصل بهار اب وهوای مطبوعی داراست.دستجرده (شازند)'، روستایی از توابع بخش مرکزی شهرستان شازند در استان مرکزی ایران است.  

## جمعیت
این روستا در دهستان قره کهریز قرار دارد و براساس سرشماری مرکز آمار ایران در سال ۱۳۹۵، جمعیت آن ۷۱۷ نفر (۱۴۸خانوار) بوده‌است.